# FIFA Klub-Weltmeisterschaft der Frauen
Die FIFA Klub-Weltmeisterschaft der Frauen ist ein voraussichtlich 2028 erstmals ausgetragener internationaler Fußballwettbewerb, der, analog zur FIFA-Klub-Weltmeisterschaft der Männer, von der Fédération Internationale de Football Association (FIFA), dem Weltfußballverband, organisiert wird. Der Wettbewerb befindet sich lange im Planungsmodus, wurde schlussendlich aber von der FIFA für 2026 angekündigt. Das Format des Turniers wurde noch nicht bekannt gegeben, es soll alle vier Jahre ausgetragen werden. Später teilte die FIFA den Wettbewerb auf: Ab 2028 findet alle vier Jahre die FIFA-Klub-Weltmeisterschaft der Frauen statt, während in den übrigen Jahren ab 2026 der jährlich ausgetragene FIFA Women’s Champions Cup gespielt wird.

## Geschichte
Die Internationale Frauen Club-Meisterschaft (IWCC) war der erste internationale jährliche Wettbewerb, der von Frauen-Championclubs ausgetragen wurde. Der Wettbewerb wurde vom japanischen Fußballverband und der L. League gegründet und organisiert. Die erste internationale Frauen Club-Meisterschaft, an der vier Teams teilnahmen, fand im November 2012 in Japan statt. Die Teilnehmer waren Olympique Lyonnais (Europa), Canberra United (Australien), INAC Kobe Leonessa (Japan) und NTV Beleza (Pokalsieger, Japan).
Im Oktober 2012 gab der leitende Angestellte der L-League, Yoshinori Taguchi, bekannt, dass er den IWCC-Lauf für drei Jahre beabsichtige und ihn um weitere Kontinentalmeister erweitern wolle. Es war auch vorgesehen, dass die FIFA das Turnier letztendlich als weibliches Äquivalent zur FIFA Klub-Weltmeisterschaft unterstützen solle.
Im Oktober 2013 besprach das FIFA-Exekutivkomitee einen Vorschlag der Women’s Football Task Force. Die Idee war es, die Machbarkeit einer offiziellen FIFA Frauen-Klub-Weltmeisterschaft zu untersuchen. Im folgenden Monat berichtete der brasilianische Sender Globo, dass die FIFA bereits eine separate Klub-Weltmeisterschaft mit Ähnlichkeiten zum Turnier der Männer genehmigt hatte, die 2013 für die Copa Libertadores Femenina-Meisterin São José und die UEFA-Meisterin der Champions League der Frauen 2012/13, VfL Wolfsburg, geplant wurde. Das Spiel ging jedoch nie über die Planungsphase hinaus. 2015 schlug die FIFA Frauen-Fußball-Task Force erneut die Schaffung der FIFA Frauen-Klub-Weltmeisterschaft vor.
Im August 2015 bestätigte die Women’s Football Task Force, dass die FIFA Frauen-Klub-Weltmeisterschaft noch in Arbeit sei. Die Task Force schlug auch eine Aufstockung der Mannschaften und die Entwicklung von Wettbewerben auf Konföderationsebene im Zusammenhang mit der FIFA Frauen-Klub-Weltmeisterschaft vor.
Im Jahr 2017 erwähnte Sarai Bareman, Chief Women’s Football Officer, die Möglichkeit einer Frauenclub-Weltmeisterschaft mit den Worten: „Wir müssen sehr vorsichtig sein, wie wir es einführen, wenn wir es einführen und es muss alle Regionen umfassen. Wie Sie wissen, befinden sich nicht alle Regionen auf dem gleichen Entwicklungsniveau, aber es gibt eine große Chance und wir müssen sehr strategisch und vorsichtig sein, wie wir es tun“.
Im Juli 2019 legte FIFA-Präsident Gianni Infantino einen Vorschlag für die Schaffung des Turniers vor, das so bald wie möglich beginnen soll.
Im Dezember 2022 verkündete die FIFA erneut Planungen an der Einführung einer Frauen-Klub-Weltmeisterschaft. Konkrete Information bezüglich eines möglichen Turnieres wurden allerdings nicht gemacht.
The Athletic berichtete, dass die FIFA eine Erstaustragung für 2026 plant. Bis dahin hat mit dem CONCACAF W Champions Cup auch der letzte Kontinentalverband ein Champions-League-Turnier gestartet. Der FIFA-Rat beschloss im Mai 2024 die Erstaustragung im Jahr 2026.

## Modus
Ähnlich wie bei den Männern, teilte die FIFA im März 2025 mit, dass das Turnier erstmals 2028 und dann alle vier Jahre ausgetragen wird. Ein neuer Wettbewerb, der FIFA Women’s Champions Cup wird ab 2026 jährlich in den Jahren ausgetragen, in denen die FIFA Klub-Weltmeisterschaft der Frauen nicht stattfindet. Dieser ähnelt im Format grob der FIFA-Klub-Weltmeisterschaft von 2005 bis 2023 mit einem Team pro Kontinentalverband.
Das Format der FIFA Klub-Weltmeisterschaft der Frauen beginnt mit einer Qualifikationsrunde und dann einer Gruppenphase mit 16 Clubs und einer anschließenden K.O.-Runde.
In der Gruppenphase mit 16 Mannschaften erhält die UEFA fünf Startplätze, CAF, CONMEBOL, AFC und Concacaf je zwei. Die OFC erhält keinen fixen Gruppenphasen-Startplatz.
Sechs Clubs (je eine pro Kontinentalverband) werden eine Qualifikation für die restlichen drei Plätze in der Gruppenphase spielen.

## Kontinentale Meisterschaften
Über die bestehenden Champions Ligen der Kontinentalverbände qualifizieren sich die Teams.
| Kontinentalverband | Wettbewerb                    | Erstaustragung | Bemerkung                              |
| ------------------ | ----------------------------- | -------------- | -------------------------------------- |
| UEFA               | UEFA Women’s Champions League | 2001/02        | bis 2008/09 UEFA Women’s Cup           |
| CONMEBOL           | Copa Libertadores der Frauen  | 2009           |                                        |
| AFC                | AFC Women’s Champions League  | 2019           | bis 2023 AFC Women’s Club Championship |
| CAF                | CAF Women’s Champions League  | 2021           |                                        |
| OFC                | OFC Women’s Champions League  | 2023           |                                        |
| CONCACAF           | CONCACAF W Champions Cup      | 2024/25        |                                        |